# Boll (Sauldorf)
Boll ist ein Ortsteil der Gemeinde Sauldorf im baden-württembergischen Landkreis Sigmaringen in Deutschland.

## Geographie

### Geographische Lage
Boll liegt auf 646 m ü. NHN in einem Moränengelände westlich der Ablachniederung und rund 5,6 Kilometer westlich vom Hauptort Sauldorf entfernt. Die Gemarkungsfläche umfasst rund 729 Hektar (Stand: 31. Dezember 2010) und grenzt an die beiden Landkreise Konstanz und Tuttlingen.
Im so genannten „Unterdorf“ vereinigen sich der von West nach Ost fließende Krummbach und der von Süd nach Nord fließende Espenbach.

### Ortsgliederung
Zu Boll gehören das Dorf Boll, die Höfe Grünfleckerhof (1518, 1522 zum Grienflecken im Madach), Hudelhof, Ilgental, Katzenmaierhof, Kohllöffelhof, Riedhöfe (1183 Riedin, 1185 Riede), Steinbruchhöfe und Untermühle und die Häuser Ziegelhütte.

## Geschichte

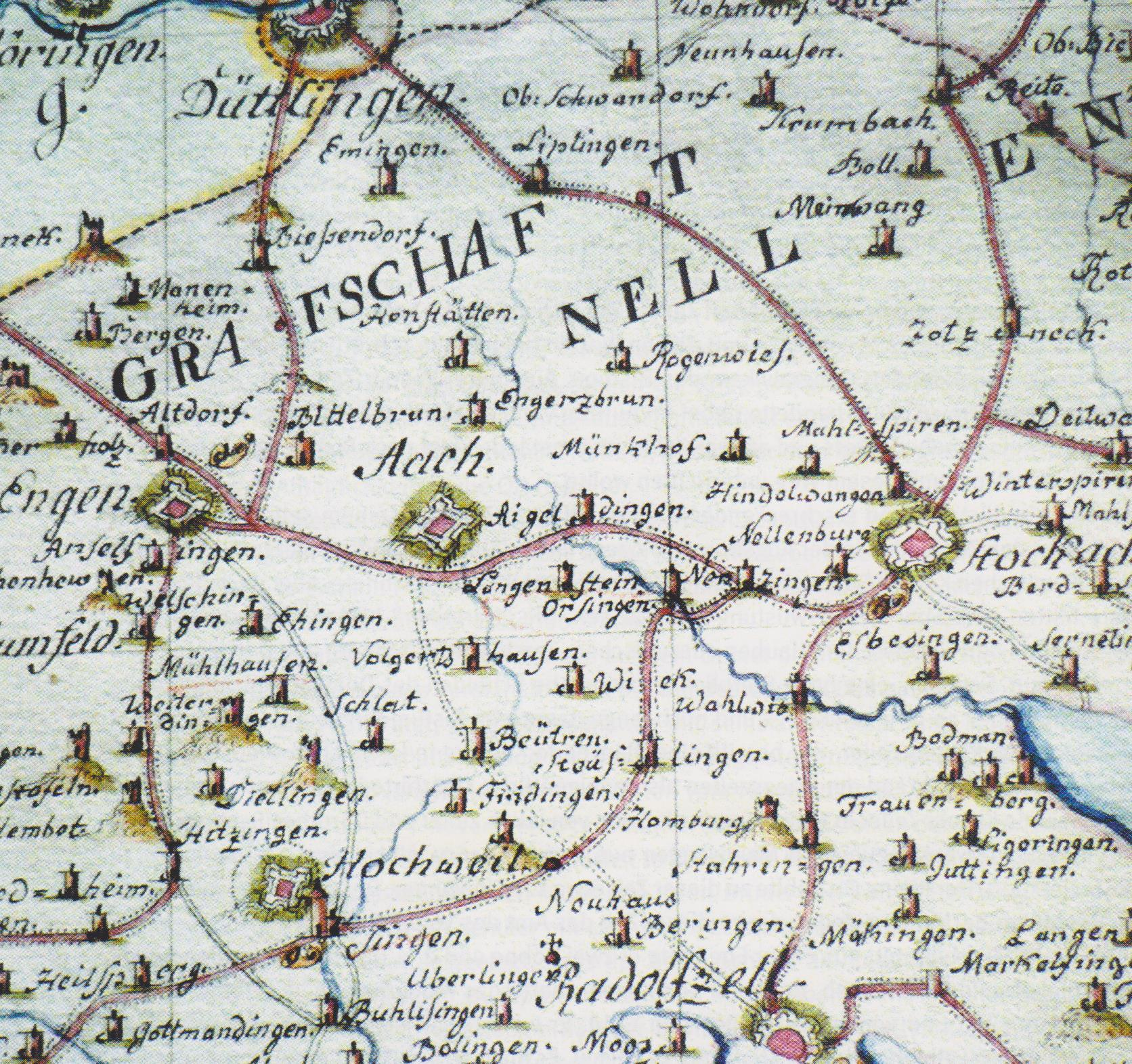
Boll auf einer Karte der Grafschaft Nellenburg aus dem 18. Jahrhundert

Im Gewann „Schlichten“ befindet sich eine keltische Viereckschanze. Sie wurde 1836 durch den Bietinger Pfarrer Joseph Anton Eitenbenz beschrieben. Er hielt die Anlage mit einer Seitenlänge von 105 bis 123 Meter ursprünglich für die Reste eines römischen Sommerlagers.
Der Ort ist jedoch jüngeren Datums: Der Ortsname deutet auf eine Siedlung der frühmittelalterlichen Ausbauzeit hin. Anfang des 13. Jahrhunderts wurde das Dorf als Bolli und im Jahr 1289 als Bol (Hügel oder Sonderbezirk einer Gemarkung) genannt. Die später im Dorf bestehende Burg Boll ist für die Mitte des 13. Jahrhunderts durch Albert von Bolle (1241–1254) und die Brüder Heinrich und Albert von Bolle (1261) belegt. Da Albert von Bolle 1241 als „advocatus“ bezeichnet wurde, dürfte er Burg und Dorf zu Lehen getragen haben.
Seit Anfang des 15. Jahrhunderts werden Burg und Dorf als Bestandteil der Herrschaft Hewen und Lehen der Grafen von Lupfen in der Hand der Familie von Heudorf genannt. Von dieser kaufte Graf Froben Ferdinand von Fürstenberg im Jahr 1693 das Schloss und Dorf. Die Hochgerichtsbarkeit gehörte im 18. Jahrhundert Nellenburg, wurde aber auch von Hohenzollern-Sigmaringen beansprucht; dagegen standen die Steuerrechte dem Ritterkanton Hegau zu.
Fürstenberg gliederte Boll seinem Oberamt Meßkirch an, mit dem es 1806 an Baden fiel. 1807 war Boll Teil des Amtsbezirks Meßkirch Kreis Konstanz, im Landeskommissariatsbezirk Konstanz im Großherzogtum Baden. 1936 gehörte Boll zum Bezirksamt, ab 1939 Landkreis Stockach. Der Landkreis Stockach wurde 1973 im Zuge der Kreisreform des Landes Baden-Württemberg aufgelöst, Boll kam zum Landkreis Sigmaringen.
Im Zuge der Gemeindegebietsreform in Baden-Württemberg kam Boll am 1. Januar 1974 zur neu gebildeten Gemeinde Wasser, die am 25. Juni 1974 in Sauldorf umbenannt wurde.

### Einwohnerentwicklung
Hatte Boll am 6. Juni 1961 noch 415 Einwohner, so waren es am 21. November 2013 exakt 416.

## Religion
Das katholische Patronat gehörte den Herren von Heudorf, durch die es mit Schloss und Dorf an Fürstenberg gelangte. Die Pfarrei wurde später von Schwandorf versorgt. Evangelische Christen gehören Meßkirch an.

## Politik

### Wappen
Das Wappen der ehemaligen Gemeinde Boll zeigt in gespaltenem Schild vorne in Rot drei schräge Heuliecher übereinander, hinten von Blau und Silber geteilt.

## Kultur und Sehenswürdigkeiten

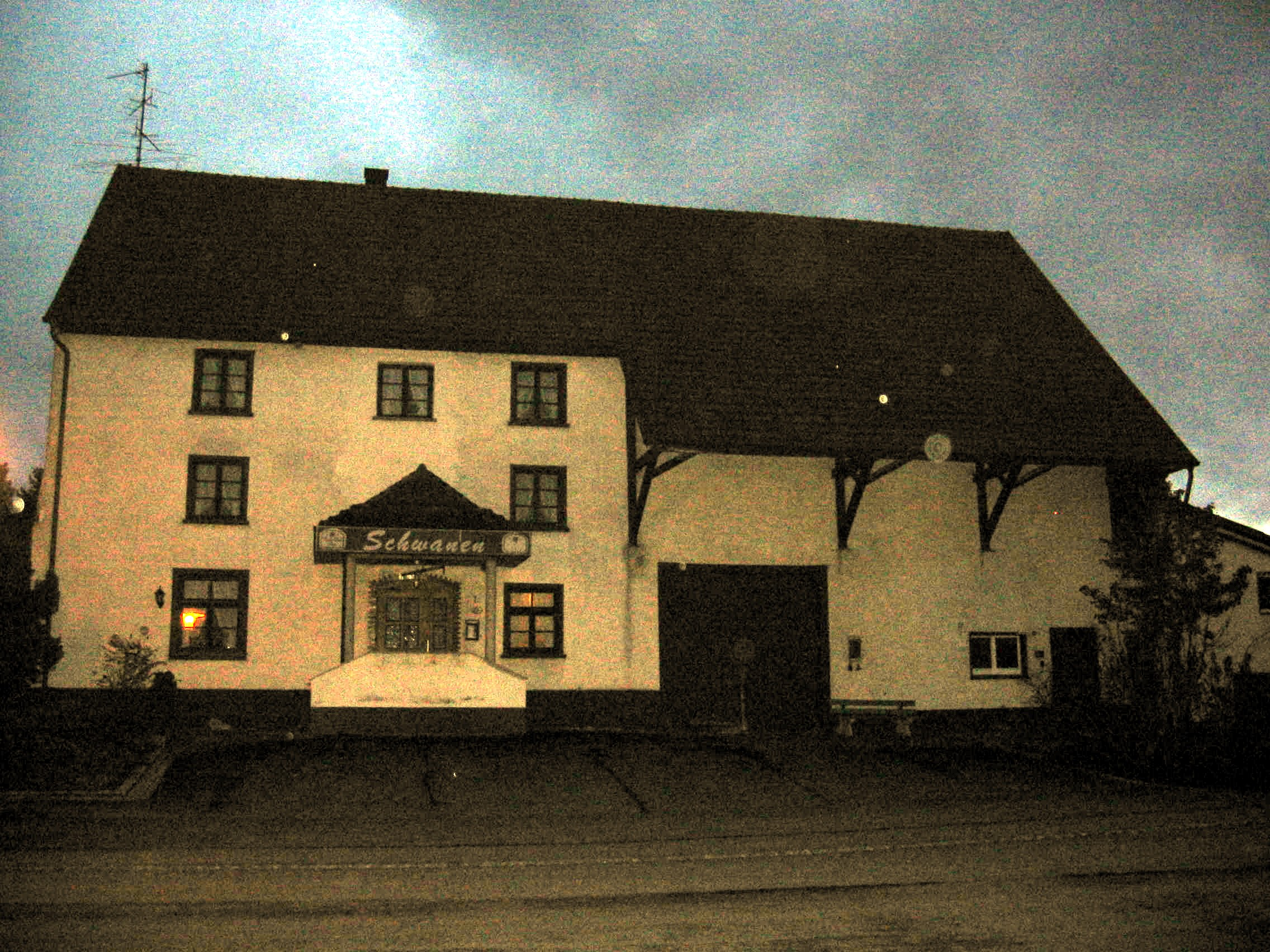
Burg Boll: Heute Gasthaus Schwanen

### Bauwerke
- Im Gasthaus Schwanen befinden sich verbaute Reste der Burg Boll, einer spätmittelalterlichen Wasserburg. Das Schloss, ein einfacher dreiteiliger Bau des 16./17. Jahrhunderts, war bereits im 19. Jahrhundert durch landwirtschaftliche Nutzung entstellt.
- Den geistigen Mittelpunkt des Dorfes bildet die katholische Kirche St. Silvester. Eine Kirche wurde schon Anfang des 13. Jahrhunderts erwähnt, St. Silvester 1494. Der heutige Bau stammt vom Ende des 18. Jahrhunderts, der Turm noch vom Ausgang des Mittelalters.

## Wirtschaft und Infrastruktur

### Verkehr
Auf der Gemarkung befindet sich das Ultraleichtfluggelände Sauldorf-Boll des Ultraleicht-Fliegerclubs Boll.

### Bildung
In Boll gab es eine Dorfschule.

## Persönlichkeiten

### Söhne und Töchter des Ortes
- Andreas Müller OFM (* 1931), Franziskanerpater und Gründer der „Missionszentrale der Franziskaner“ (MZF).

## Anmerkung
1. ↑  Gemarkungsfläche 7.289.570 m²